# Teoría de variables ocultas
En física, se define como teorías de variables ocultas a formulaciones alternativas que suponen la existencia de ciertos parámetros desconocidos que serían los responsables de las características estadísticas de la mecánica cuántica. Dichas formulaciones pretenden restablecer el determinismo eliminado por la interpretación de la escuela de Copenhague, que es la interpretación estándar en mecánica cuántica. Suponen una crítica a la naturaleza probabilística de la mecánica cuántica, la cual conciben como una descripción incompleta del mundo físico.
La mecánica cuántica describe el estado instantáneo de un sistema o estado cuántico con una función de onda que codifica la distribución de probabilidad de todas las propiedades medibles, u observables. Los seguidores de las teorías de variables ocultas conciben la mecánica cuántica como una descripción provisional del mundo físico. Creen en la existencia de teorías en que los comportamientos probabilísticos de la teoría cuántica se corresponderían con un comportamiento estadístico asociado a partes del sistema y parámetros que no nos son accesibles (variables ocultas). Es decir, conciben las probabilidades cuánticas como fruto del desconocimiento de estos parámetros.
Una minoría de físicos es seguidora de estas teorías. Diversos experimentos han descartado una amplia clase de teorías de variables ocultas (las llamadas teorías de variables ocultas locales) por ser incompatibles con las observaciones.[cita requerida]

## Introducción histórica
En la congreso de Solvay de 1927, Max Born y Werner Heisenberg desarrollaron la interpretación más aceptada actualmente al afirmar que
"el determinismo, hasta hoy considerado como la base de las ciencias exactas, debe ser abandonado [...] mantenemos que la mecánica cuántica es una teoría completa cuyas hipótesis fundamentales, físicas y matemáticas, no son susceptibles de modificación."
Entendemos por completitud el que la función de ondas Ψ proporcione una descripción exhaustiva de un sistema individual. Frente a ellos, la postura de Albert Einstein queda perfectamente descrita en una carta a Born en 1926:
"La mecánica cuántica es algo muy serio. Pero una voz interior me dice que, de todos modos, no es ese el camino. La teoría dice mucho, pero en realidad no nos acerca demasiado al secreto del Viejo. En todo caso estoy convencido de que Él no juega a los dados."
Quería así expresar su convencimiento de que las teorías físicas deben ser deterministas para ser completas. Un intento de refutar la completitud que pregonaba la escuela de Copenhague lo constituye el argumento de Einstein-Podolski-Rosen, más conocido como paradoja EPR. Otros intentos de restablecer el determinismo partieron de la suposición de que tal vez la mecánica cuántica no era completa y tal vez existían parámetros adicionales ocultos, o variables ocultas que una vez tenidas en cuenta restauraban el determinismo clásico.
En referencia a eso, Max Born, en su artículo de 1926 sobre la interpretación estadística de la función de onda, ya había señalado que:

"Cualquiera que no esté satisfecho con estas ideas [estadísticas] puede sentirse libre para suponer que existen parámetros adicionales, todavía no introducidos en la teoría, que determinen cada suceso individual"
Más tarde John von Neumann, en sus «Fundamentos matemáticos de la Mecánica Cuántica» negó totalmente su existencia, basándose en una demostración físicomatemática, cuando dice: "...una tal explicación [las variables ocultas] es incompatible con ciertos postulados fundamentales de la mecánica cuántica". Así con su demostración, probó que no eran posibles teorías de variables ocultas en mecánica cuántica "que pudieran restaurar el determinismo y el realismo en la física", siendo un respaldo a lo interpretado por la escuela de Copenhague. 
En 1935, la matemática alemana Grete Hermann publicó un argumento que demostraba un defecto evidente en la demostración del teorema de von Neumann. Sin embargo, este teorema siguió siendo ampliamente invocado para afirmar que una teoría cuántica de variables ocultas era imposible, y la demostración de Hermann había pasado desapercibida por la comunidad de la física. Ningún otro físico cuestionó (explícitamente) este resultado antes de 1952, año en que el físico estadounidense David Bohm publica una teoría que admite que ciertos tipos de variables ocultas sí serían compatibles con la mecánica cuántica, conocida como la interpretación de Bohm. 
Esto no tuvo gran influencia en la mayoría de los físicos, como Wolfgang Pauli, que en 1953 se remitía a la demostración de von Neumann; sin embargo, Louis de Broglie sí se mostraba favorable a la utilización de variables ocultas para explicar la dualidad onda-corpúsculo, aunque anteriormente había sido un ferviente partidario de la interpretación de von Neumann. De Broglie utilizó el principio de indeterminación de Heisenberg del movimiento de una partícula para aplicarlo a su onda. Esto le permitía suponer que características estadísticas de ella provenían de la imposibilidad de medir el estado de la partícula, aun cuando éste fuese definido.
En 1966 un trabajo de John Bell abrió un nuevo campo de investigación a partir de una hipótesis sobre la combinación lineal de operadores hermíticos.

## Teorías locales de variables ocultas
Una teoría local de variables ocultas es una teoría en la que la medición sobre una parte de un estado entrelazado no tiene efectos sobre otras partes del sistema suficientemente alejadas. Así el efecto de una medida sobre una parte del sistema tendría solo efectos "locales" y no globales sobre la función de onda.
En 1935, Einstein, Boris Podolsky y Nathan Rosen escribieron un artículo que resaltaba la necesidad de una nueva teoría local de variables ocultas que sustituyese a la teoría cuántica. Proponían el argumento de EPR, más conocido como paradoja EPR, como prueba de la necesidad de dicha teoría. Dicho argumento sugería que la mecánica cuántica era sencillamente incompleta.
Es un hecho ampliamente aceptado que no puede existir una teoría local de variables ocultas cuyas predicciones coincidan plenamente con las de la mecánica cuántica convencional. Ese hecho se deriva de ciertos resultados experimentales, relacionados con la desigualdad de Bell. En 1964, John Bell demostró un teorema que afirmaba básicamente que si existen variables ocultas, pueden realizarse ciertos experimentos en los que el resultado debería satisfacer una desigualdad llamada la desigualdad de Bell: si existe una teoría de variables ocultas local entonces debería cumplirse dicha desigualdad. Sin embargo, los experimentos parecen violar dicha desigualdad.
Desde principios de los años 1980, físicos como Alain Aspect y Paul Kwiat, han efectuado experimentos que violan la desigualdad de Bell hasta en 242 desviaciones estándar consiguiendo de este modo una excelente certeza. 
Aunque se acepta ampliamente que estos experimentos que violan la desigualdad de Bell implican la imposibilidad de las teorías de variables ocultas compatibles con la mecánica cuántica, cabe mencionar que ciertos autores han argumentado contra esa implicación.
Otro teorema de imposibilidad sobre variables ocultas es el teorema de Kochen-Specker. Este afirma no solo la imposibilidad de variables ocultas locales, sino que pone en duda la existencia del valor de una magnitud física antes de que se realice una medida. Dicho teorema presupone que el valor de un conjunto de variables simultáneamente medibles tiene un valor concreto antes de la medida y obtiene una contradicción al comparar el resultado de ciertas medidas sobre el sistema.

## Teorías no-locales de variables ocultas
Una teoría de variables ocultas consistente con los experimentos debe ser no local, es decir, debe mantener la existencia de relaciones causales instantáneas o superlumínicas entre entidades físicamente separadas. La primera teoría de este tipo fue la teoría de la onda piloto de Louis de Broglie que data de finales de los años 1920. 

### La teoría de Bohm
En 1952, el físico y filósofo David Bohm publicó la teoría de variables ocultas no locales más conocida, también llamada interpretación de Bohm. En ella Bohm tomó la idea original de Louis de Broglie, de postular para cada partícula la existencia de una "onda guía" que gobierna su movimiento. A diferencia de la interpretación de Copenhague, que considera al electrón como una sola entidad que manifiesta la dualidad onda corpúsculo, la teoría de Bohm considera la existencia de dos entidades correlacionadas. Así, por ejemplo, los electrones siguen siendo partículas. Cuando efectuamos un experimento de doble rendija, el electrón pasará solo por una de ellas, pero su elección de rendija no será aleatoria, sino que estará gobernada por su onda guía. El efecto de la onda guía reproducirá el patrón de interferencias observado.
La principal debilidad de la teoría son sus conflictos con la relatividad no solo en términos de no localidad, sino de invariancia de Lorentz.

### La teoría de 't Hooft
Otro tipo de teoría determinista fue introducido por Gerard 't Hooft. Esta teoría encontró su motivación en los problemas que aparecen al tratar de formular una teoría unificada de la gravedad cuántica.